# 토머스 비첨

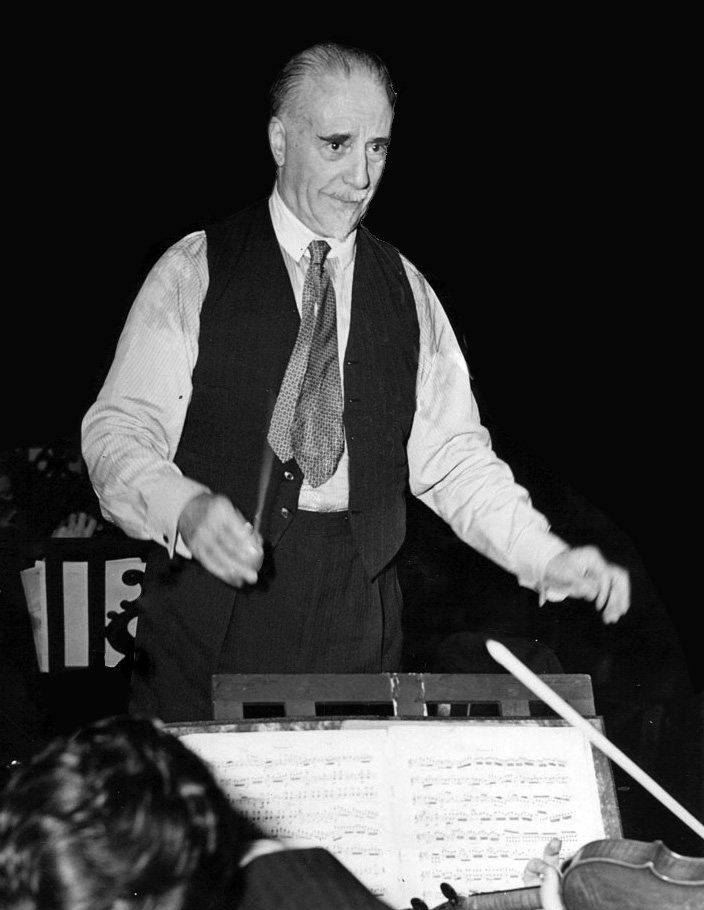
1948년

토머스 비첨(Sir Thomas Beecham, 2nd Baronet, CH, 1879년 4월 29일 ~ 1961년 3월 8일)은 잉글랜드의 지휘자이다. 영국 최고의 지휘자의 한 사람으로서 랭커셔 태생이다. 정규 음악교육을 받지 못했으나 생애에 6개의 관현악단을 자기 힘으로 조직하고 영국악단에 커다란 발자취를 남겼다. 그 중에서도 런던 필하모니와 로열 필하모니는 세계적인 수준을 유지하였으며 연주는 예의바르고 온건하였다.